# يوجي ناكامورا
يوجي ناكامورا (باليابانية: 中村祐二؛ بالكانا: なかむら ゆうじ) هو منافس ألعاب قوى ياباني، ولد في 29 أبريل 1970.

## وصلات خارجية
- يوجي ناكامورا على موقع الاتحاد الدولي لألعاب القوى (الإنجليزية)